# Argia adamsi
Argia adamsi – gatunek ważki z rodziny łątkowatych (Coenagrionidae). Występuje na terenie Ameryki Centralnej i Południowej – od Hondurasu po Brazylię i Boliwię.